# NGC 684
NGC 684 est une galaxie spirale située dans la constellation du Triangle. NGC 684 a été découverte par l'astronome germano-britannique William Herschel en 1786. Cette galaxie a été observée par l'astronome américain Edward D. Swift le 18 janvier 1890 et inscrite plus tard à l'Index Catalogue sous la désignation IC 165.

## Caractéristiques
Sa vitesse par rapport au fond diffus cosmologique est de 3 264 ± 19 km/s, ce qui correspond à une distance de Hubble de 48,2 ± 3,4 Mpc (∼157 millions d'al).
À ce jour, 11 mesures non basées sur le décalage vers le rouge (redshift) donnent une distance de 41,400 ± 3,185 Mpc (∼135 millions d'al), ce qui est tout juste à l'extérieur des valeurs de la distance de Hubble. Notons cependant que c'est avec la valeur moyenne des mesures indépendantes, lorsqu'elles existent, que la base de données NASA/IPAC calcule le diamètre d'une galaxie et qu'en conséquence le diamètre de NGC 684 pourrait être d'environ 49,0 kpc (∼160 000 al) si on utilisait la distance de Hubble pour le calculer.
La classe de luminosité de NGC 684 est II et elle présente une large raie HI.

## Groupe de NGC 661
NGC 684 fait partie du groupe de NGC 661. Outre NGC 684, ce groupe de galaxies comprend les galaxies NGC 661, NGC 670 et IC 1731. NGC 684 est la plus grosse galaxie de ce groupe. Un article d'A.M. Garcia paru en 1993 fait aussi mention de trois galaxies de ce groupe, mais la galaxie NGC 661 n'y figure pas.